# Burmagomphus sivalikensis
Burmagomphus sivalikensis – gatunek ważki z rodziny gadziogłówkowatych (Gomphidae).